# Kirche der Eremitani

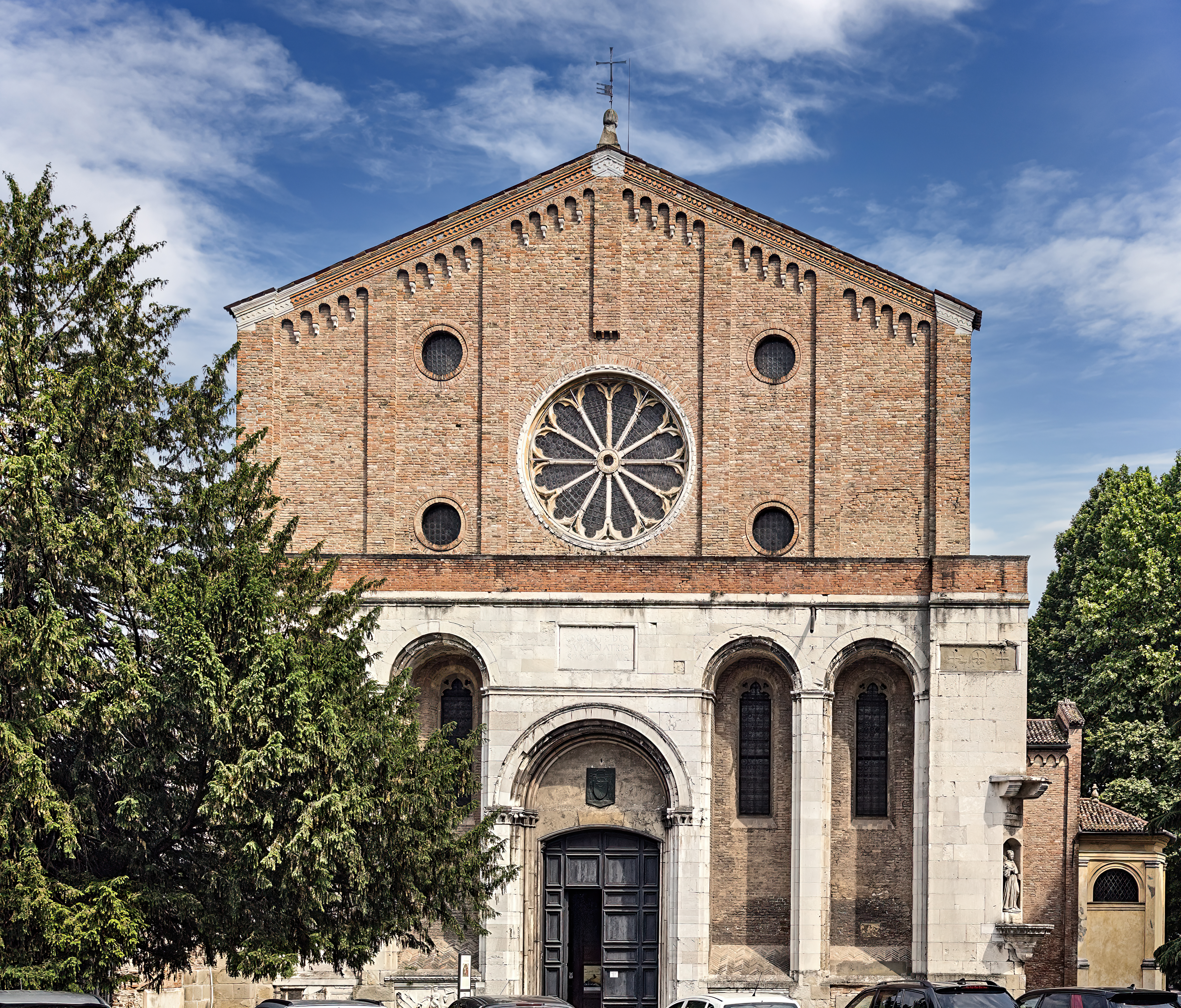

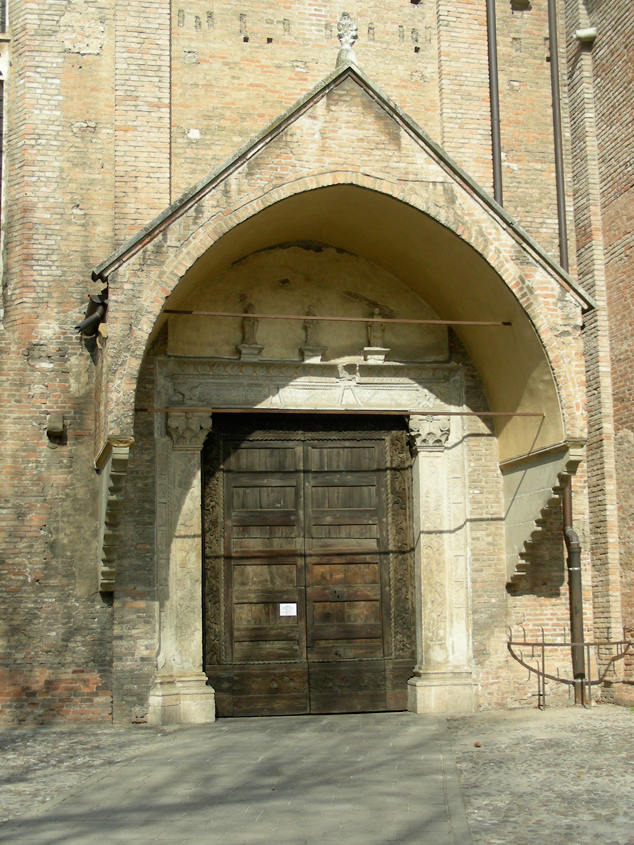
Südliches Seitenportal, 1442

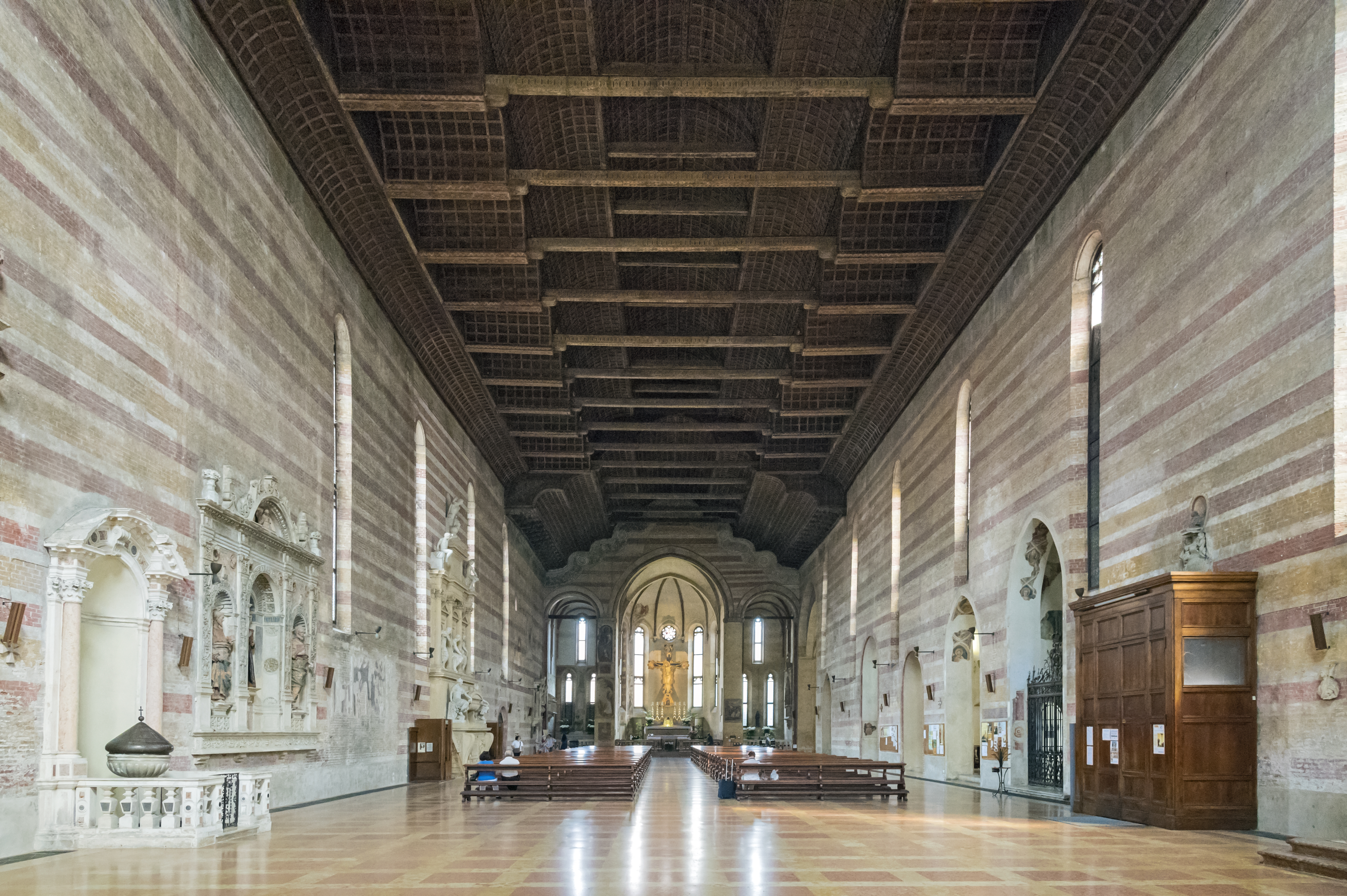

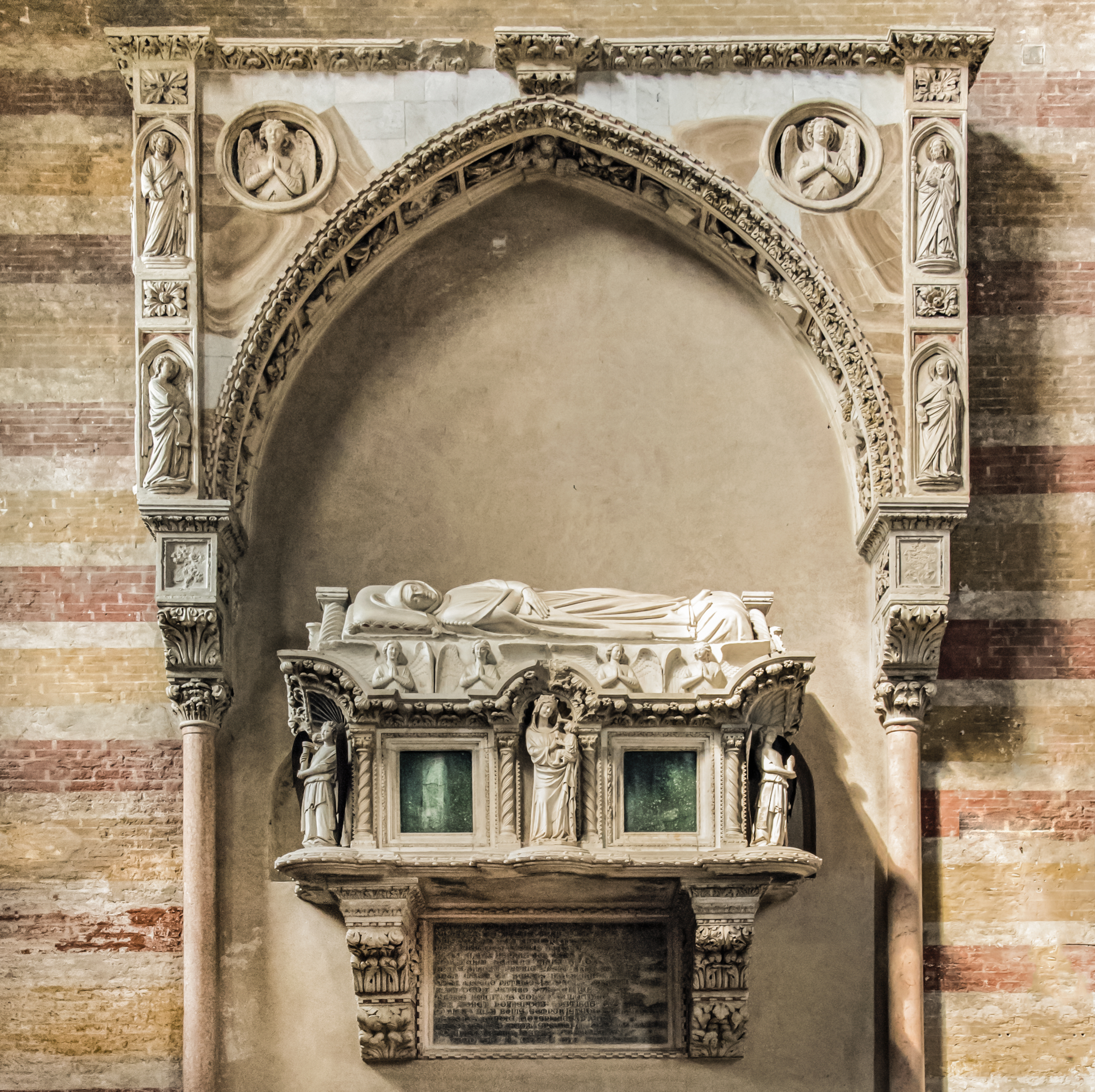
Andriolo de Santi, Grabmal Jacopo II da Carraras, 1345

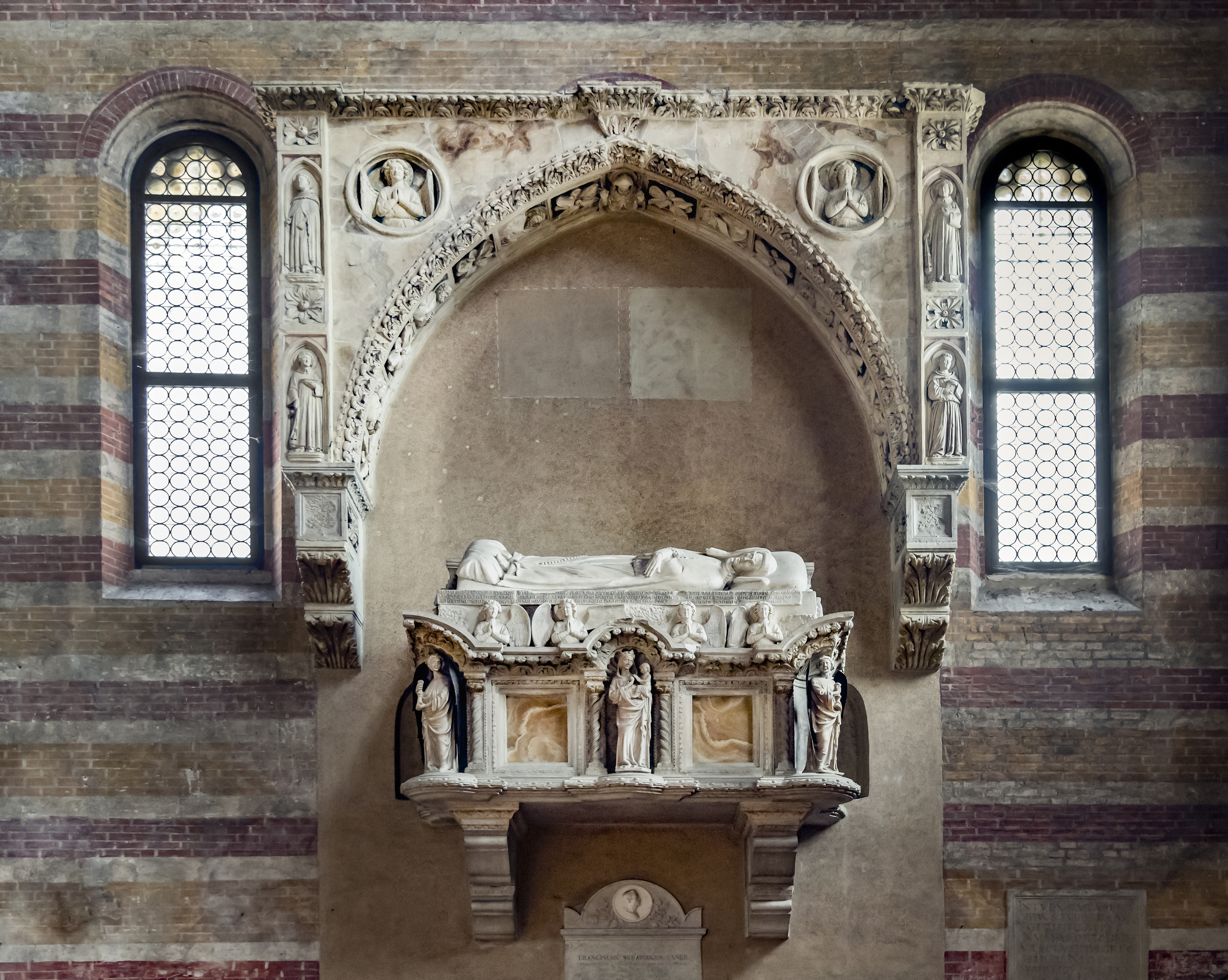
Andriolo de Santi, Bonino da Campione (Madonna mit Kind), Grabmal Ubertino da Carraras

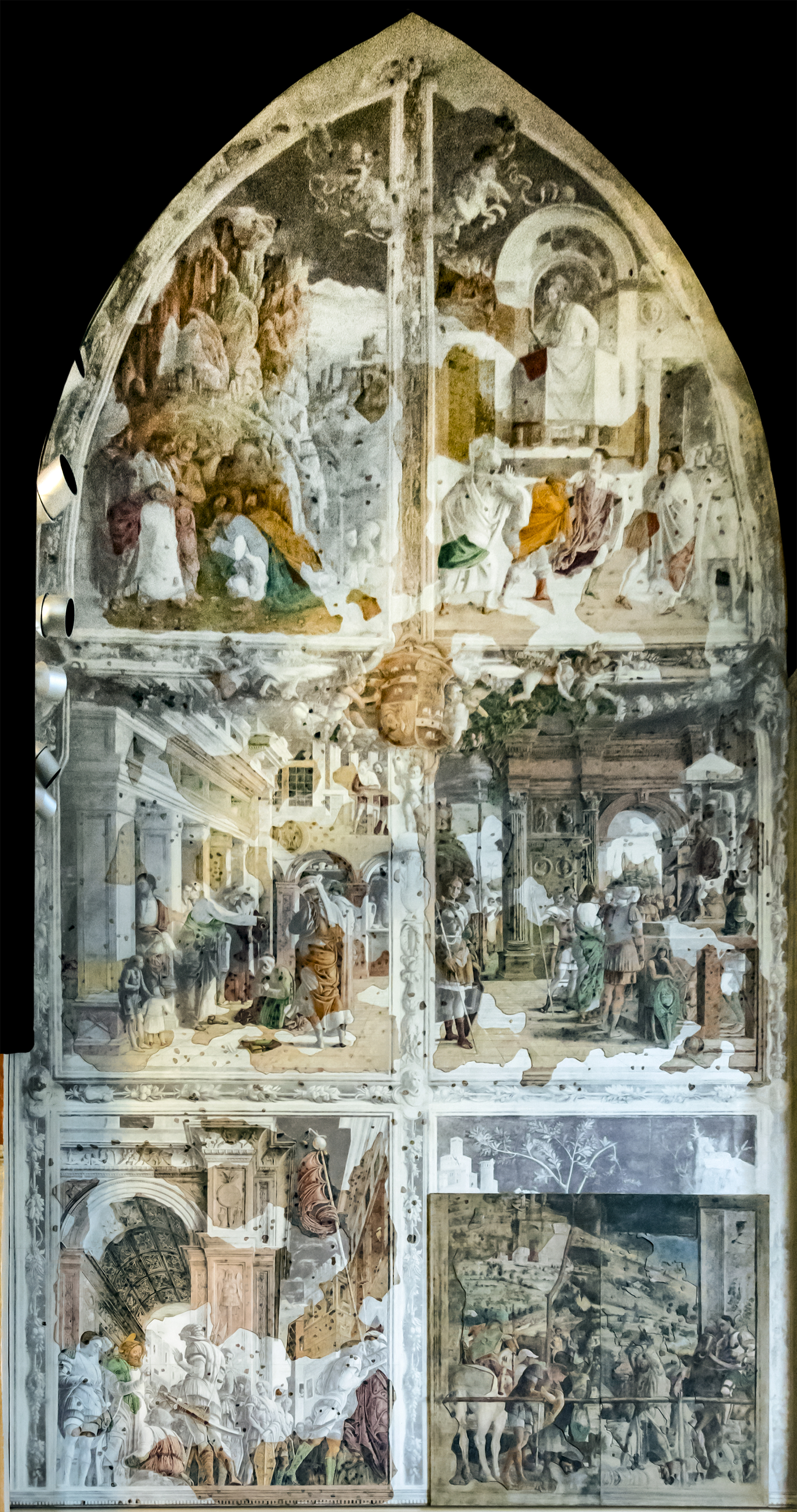
Erzählungen des hl. Jakobus

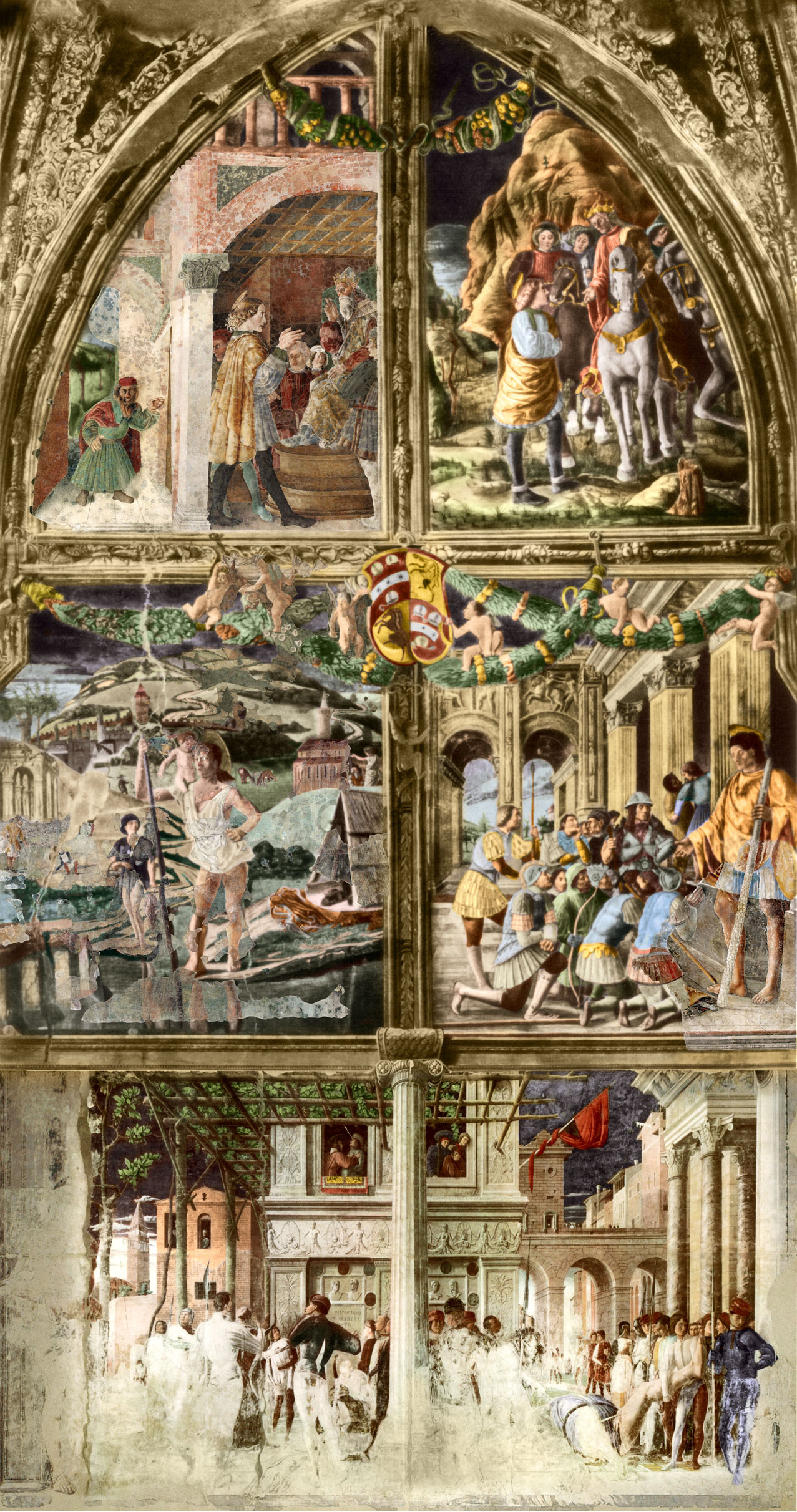
Erzählungen des hl. Christophorus

Die Kirche der Eremitani (italienisch Chiesa degli Eremitani), der Augustiner-Eremiten, an der gleichnamigen Piazza in Padua ist eine den Aposteln Philippus und Jakobus dem Jüngeren geweihte römisch-katholische Kirche. Im 13. Jahrhundert diente sie den Augustinern als Klosterkirche ihres nördlich angrenzenden Klosterbereichs, der heute die Musei civici, die städtischen Museen, mit der Scrovegni-Kapelle beherbergt. Die Kirche ist berühmt für die Fresken Andrea Mantegnas, die 1944 bei einem Luftangriff weitgehend zerstört wurden.

## Geschichte
Das Gotteshaus wurde ab 1276 erbaut. Auf seiner Romreise 1510 hielt sich Martin Luther in dem Kloster auf. Im Zuge der napoleonischen Säkularisation wurde das Kloster aufgelöst und ist heute eine Pfarrkirche der Diözese Padua. Am 11. März 1944 wurde die Kirche durch einen alliierten Luftangriff zerstört. Nur der untere Teil der Fassade und die Nordwände des Langhauses und Chores blieben stehen. 1946–1950 erfolgte der Wiederaufbau, wobei die südliche Außenmauer unter Verwendung der alten Backsteine errichtet wurde.

## Architektur
Die Fassade entspricht dem Fassadentypus der Bettelordenskirchen. Im Untergeschoss sind fünf hohe Rundbogennischen vorgeblendet. In den jeweils zwei seitlichen Nischen befinden sich Sarkophage. Der Giebel, in dessen Mitte sich eine Fensterrose befindet, wird von Lisenen gegliedert. Mitte des 14. Jahrhunderts war die Fassade vollendet. Das aus dem Jahre 1442 stammende Seitenportal mit Vordach blieb unbeschädigt.

## Innenraum
Dem Typus der Bettelordenskirchen entspricht das breite einschiffige Langhaus, dessen Seitenwände durch den horizontalen Farbwechsel der Tuff- und Backsteinschichten aufgelockert werden. Im Osten schließen drei Chorkapellen an, deren Hauptkapelle einen pentagonalen Abschluss bildet. Später wurden der Südseite vier unterschiedlich große Kapellen angefügt. 1306 erhielt die Kirche nach dem Entwurf Fra Giovanni degli Eremitanis eine für mittelalterliche Kirchen des Veneto typische Holzdecke mit Tonnengewölbe aus zwei halben und einer ganzen Tonne, die originalgetreu nachgebaut wurde. Im selben Jahr plante er auch die Decke im Palazzo della Ragione. Im vorderen Langhaus, dem ehemaligen Chor der Patres, besteht das Tonnengewölbe aus einer Tonne und sechs Halbtonnen. Im hinteren Kirchenraum befinden sich zwei der prächtigsten Grabmäler des 14. Jahrhunderts des Veneto, links für Jacopo II da Carrara, Herrscher von Padua, von Anfang 14. Jahrhundert bis 19. Dezember 1350 mit einer Inschrift von Petrarca und rechts für Ubertino da Carrara († 1345) des venezianischen Bildhauers Andriolo de Sanctis aus der 1819 abgebrochenen Kirche Sant‘Agostino. Auf der linken Seite folgt der Altar Ave Regina Caelorum von Bonino da Campione mit einem Fresco von Stefano da Carrara.
Das große gemalte Kreuz über dem Hauptaltar aus dem 14. Jahrhundert fertigte vermutlich Guariento, wie wohl auch die Wandfresken des Hauptchores, links Szenen aus dem Leben der heiligen Philipp und Augustinus und in der Apsis Fragmente eines Jüngsten Gerichtes.

### Ovetari-Kapelle
Südlich der Chorwand befindet sich die den heiligen Jakobus dem Älteren und Christophorus gewidmete Familienkapelle der Ovetari, deren Bemalung der Notar Antonio Ovetari testamentarisch verfügt hatte. Ursprünglich waren die schon älteren Giovanni d’Alemagna, Antonio Vivarini, ein spätgotischer venezianischer Maler, und die jungen Niccolò Pizzolo und Andrea Mantegna mit der Ausmalung beauftragt. Giovanni d’Alemagna starb nach der Vollendung der Girlanden im Gewölbe und Antonio Vivarini malte vier Evangelisten. Ihre Arbeiten wurden von Bono da Ferrara und Ansuino da Forlì aufgenommen. Der 17-jährige Andrea Mantegna malte drei Heilige im Gewölbe der Apsis zwischen Kirchenlehrern von Pizzolo. Später arbeitete Mantegna wohl in der linken Lünette an der Berufung der Apostel Jakobus und Johannes und der Predigt des Apostels Jakobus, die er 1450 vollendete, bevor er an der mittleren Wand weiter arbeitete. 1451 bis 1453 ruhten die Arbeiten mangels finanzieller Mittel und wurden 1453 bis 1457 nach Pizzolos Tod von Andrea Mantegna allein wiederaufgenommen. Er vollendete die Szenen aus dem Leben des heiligen Jakobus des Älteren, die Himmelfahrt Mariens auf der mittleren Wand und die von Bono da Ferrara und Ansuino da Forlì begonnenen Szenen aus dem Leben des heiligen Christophorus im unteren Bereich und malte Das Martyrium des heiligen Christophorus. Erhalten sind Die Himmelfahrt Mariens und Das Martyrium des heiligen Christophorus, die wegen ihres schlechten Zustandes bereits um 1880 abgenommen, auf Leinwand übertragen und während des Krieges in Sicherheit gebracht worden waren. Eine Fotografie des Frescos Martyrium des heiligen Jakobus wurde in Originalgröße an der linken Seitenwand angebracht und die beim alliierten Bombenangriff 1944 erhalten gebliebenen Fragmente eingefügt. Nur 77 Quadratmeter des ursprünglich mehrere hundert Quadratmeter umfassenden Freskos wurden mit 88000 kleinen Fragmenten gerettet und mithilfe von Mathematikern wieder zusammengesetzt.